# Mayu
Mayu (del quechua: Río), es una agrupación de música folclórica boliviana originarias de Cochabamba. El grupo está integrada por cuatro miembros femeninos, expertas en canto e instrumentos autóctonos nativos con una fusión de otros instrumentos fuera de lo autóctono. 
El grupo se formó en el año 2000, grabaron un videomusical y han editado únicamente en Japón, mediante una empresa de Cochabamba en Tokio. En 2006 editaron un documental, para la antigua Checoslovaquia, como también su música en otras partes del mundo. 
En 2007 , el primer trabajo discográfico, mfue auspiciado bajo el sello de la empresa Discolandia. Sus conciertos en vivo, en el Teatro Acha fue editada por la empresa Cochabamba nuevamente en Tokio, edición que desde ese año fue lanzado.

## Historia
La historia de Mayu comienza en 1998, cuando Rosalin Flores participa en el festival de la zampoña y luego ganó en este festival como Ñusta por lo cual decidieron formar un grupo de chicas y el resultado fue el grupo "Kori Ticas",  tuvieron giras por Perú y Ecuador, obviamente en Bolivia y prácticamente todas las provincias de Cochabamba.
Posteriormente ingresaron a formar parte del grupo Bolivia durante dos años y medio.

## Miembros
- Paola Flores, quien el la canatante y guitarrista. Desde sus 15 años la música de dedica a la música, fue ÑUSTA nacional el año 2000, en el muy conocido “Festival Lauro de la canción boliviana”. La invitaron a participar en trabajos discográficos ; Sacambaya, grupo femenino Bolivia, Fortaleza, Proyección, Thempo y otros.
- Wilma Ramírez, interpreta el charango con influencias norte potosinas y vallunas, cuando apenas tenia 15 años representó a Quillacollo en el tercer encuentro de charanguistas en 1992. Destacada en la danza, ganó un primer lugar en el “Festival Lauro de la canción boliviana”el año 2000 representando a la comunidad Raqaypampa en ese baile que ya es una joya de Bolivia. Participó del grupo femenino Bolivia el 2004.
- Verena Flores, baterista, es la más joven del grupo colaboro siempre en actividades musicales junto a Mayu.
- Rosalin Flores, interpreta el bajo eléctrico. Fue ÑUSTA de la “Zampoña de oro” Oscar Rojas en 1996; Recibió una mención especial en el “Festival de la quena de Oro” Oscar Rojas en 1998. Participó como bajista en el grupo femenino Bolivia el (2004). Participó como músico invitado en Inka rock (2006), ruta 33 (2006), Waliki (2007).[1]

## Discografía
- "MAYU RIO"[2] (2007)

1.- No puedo olvidarte (chuntunqui) 
2.- Bajando de las montañas (Huayño)  
3.- Razón para vivir (Tonada)  
4.- Morenitos, morenitas (Caporal)  
5.- Mi ausencia (Cueca)  
6.- Peladinga (Taquirari)  
7.- El Prado de La Paz (Cullahuada)  
8.- Popurii de bailecitos (Bailecitos)  
9.- Qué será de mi (Tonada)  
10.- Cambiaste mi camino (Caporal)  
11.- Sin esperanzas (Cueca)
- DOUBLE "TIERRA LATINA" (2009)